# 내일부터 나도 유튜버
내일부터 나도 유튜버는 생활문화기업 LF가 뉴미디어 MCN 스타트업 기업 비디오빌리지와 함께 개최하는 패션 유튜버 선발 서바이벌 프로그램이다. 5번의 오디션을 거쳐 선정된 최종 우승자에게는 상금 1000만원과 쇼핑 지원금이 지급되며 LF가 전개하는 패션 브랜드 화보 모델의 기회가 주어진다. 이와 별도로 MCN 전속 계약 및 유튜브 채널 제작 지원 등 지속적인 크리에이터 활동을 위한 혜택도 제공된다. 500여명이 지원했으며, 서류심사와 면접을 통해 30명이 선발되었다.

## 해시태그# 스타일링
참가자들은 자신의 스타일링을 설명할 수 있는 해시태그를 준비하고 1분동안 스타일링을 피칭한다. 총 12명이 합격했다.
| 이름           | 해시태그          | 결과     |
| -------------- | ----------------- | -------- |
| 시빈           | 리틀CL            | 탈락     |
| 주사장         | 리틀도베르만      | 탈락     |
| 유형록         | 퇴폐미갖고싶다    | 탈락     |
| 듀비           | 아수라백작        | 합격     |
| 로씨           | 미스테리어스 호텔 | 탈락     |
| Twetty Summer  | 카멜레온          | 탈락     |
| 유나           | 엄마등짝스매싱    | 합격     |
| 섭송           | VJ특공대          | 탈락     |
| 2.Yrjjin 예진  | 구리시네이마르    | 탈락     |
| 하롱롱         | 3개국어           | 탈락     |
| 옳을시 고울연  | 인간바코드        | 탈락     |
| 지원더쉽       | 외딴섬            | 합격     |
| 너굴커플       | ?                 | 탈락     |
| 헤일리         | 패피순한맛        | 탈락     |
| 윤렌지         | 셀러브리티        | 추가합격 |
| 타쿠와         | 수호천사          | 합격     |
| 내 이름은 연   | 준비된남자        | 탈락     |
| HY2@N          | 거제패피          | 탈락     |
| 차제로         | 코로나가싫어요    | 합격     |
| 마키           | 05학번락동아리    | 합격     |
| 쿠쿠키드       | 1억소녀           | 탈락     |
| 레셈블         | 지옥에서온왕자님  | 탈락     |
| 준플루언서     | 가장핫한고딩      | 탈락     |
| 악동카우보이   | 빡빡보이          | 탈락     |
| 하빵꾸똥꾸타임 | 당똥빵            | 탈락     |
| 디두리         | 내나유비타민      | 합격     |
| 하꼬TV         | 플렉스            | 합격     |
| 아보카도환     | 반전댄서데일리룩  | 합격     |
| 후니씨         | 타투성애자        | 추가합격 |
| 이마뜩         | 내가제일잘나가    | 추가합격 |

## 랜덤 패션 키워드 스타일링
각자 키워드를 뽑고 10분 내에 500여개의 미출시 의상 중 키워드에 맞춘 의상을 선택한 뒤 런웨이로 자신의 스타일링을 소개하는 미션이다. 키워드 별로 1위와 2위는 합격하고 3위는 탈락했다.

### 키워드
- 톤온톤룩 : 마키, 타쿠와, 후니씨
- 젠더리스룩 : 아보카도환, 이마뜩, 하꼬TV
- 원마일룩 : 윤렌지, 듀비, 지원더쉽
- 하객룩 : 디두리, 유나, 차제로

### 결과
- 톤온톤룩 : 후니씨 (1위), 타쿠와 (추가합격), 마키 (탈락)
- 젠더리스룩 : 아보카도환 (1위), 하꼬TV (추가합격), 이마뜩 (탈락)
- 원마일룩 : 듀비 (1위), 지원더쉽 (추가합격), 윤렌지 (탈락)
- 하객룩 : 유나 (1위), 디두리 (추가합격), 차제로 (탈락)

## 1분 영상 룩북 제작
미션템을 이용하여 자신만의 스타일링을 한 후 스마트폰을 이용하여 1분 영상 룩북을 직접 제작하는 미션이다. 2명씩 같은 미션템으로 대결하여 승자가 합격했으며 디두리가 추가합격하여 총 5명이 다음 라운드에 진출했다.
- 형광 반바지 : 듀비 (승) vs 디두리 (패)
- 샌들 & 등산 양말 : 아보카도환 (패) vs 지원더쉽 (승)
- 썬캡 : 유나 (승) vs 하꼬TV (패)
- 하와이안 셔츠 & 쿨토시 : 타쿠와 (승) vs 후니씨 (패)

## 블라인드 메이크오버
참가자들은 스페셜 모델을 메이크오버하며, 심사위원들은 각각의 작품의 주인을 알지 못한 채 심사한다. 오래살고볼일에서 최종 3위에 오른 시니어모델 박윤섭이 스페셜 모델로 특별출연했다. 총점 상위 3명이 합격했다.
- 멈추지 않는 도전룩 - 타쿠와 (2위)
- 청량한 남자 아이돌룩 - 디두리 (3위)
- 거침없이 피보팅룩 - 유나 (탈락)
- 터프한 미국 오빠룩 - 듀비 (탈락)
- 눈이 부시게룩 - 지원더쉽 (1위)

## 라이브 커머스
시청자와 실시간 소통하며 의류를 판매하는 미션으로, 시청자 인기투표 30%, 멘토&전문가 평가 50%, 구매 전환율 20%를 합산하여 최종 우승자를 정한다.

### 브랜드 담당자 미팅
- 지원더쉽 - jsny
- 타쿠와 - ILCORSO
- 디두리 - a.t.corner

### 결과
시청자 투표 + 멘토 평가 + 구매 전환율
- 디두리 : 151.93 + 500 + 122 = 773.93 (우승)
- 지원더쉽 : 89.87 + 471.87 + 134 = 695.74 (준우승)
- 타쿠와 : 58.18 + 462.5 + 152 = 672.68 (3위)